# Clambus semiflanus
Clambus semiflanus là một loài bọ cánh cứng trong họ Clambidae. Loài này được Lea miêu tả khoa học đầu tiên năm 1926.